# Coppa Europa dei 10000 metri 2010
La Coppa Europa dei 10000 metri 2010 si è tenuta a Marsiglia, in Francia il 5 giugno.

## Classifiche
| Pos. | Nazione     | Prestazione |
| ---- | ----------- | ----------- |
| 1    | Francia     | 1:25:47.40  |
| 2    | Portogallo  | 1:25:59.39  |
| 3    | Russia      | 1:26:04.18  |
| 4    | Italia      | 1:26:56.75  |
| 5    | Regno Unito | 1:27:14.51  |
| 6    | Spagna      | 1:28:30.64  |

| Pos. | Nazione     | Prestazione |
| ---- | ----------- | ----------- |
| 1    | Portogallo  | 1:35:05.74  |
| 2    | Bielorussia | 1:38:21.40  |
| 3    | Bielorussia | 1:39:25.80  |
| 4    | Spagna      | 1:39:39.87  |
| 3    | Italia      | 1:40:48.35  |
| 4    | Francia     | 1:43:31.58  |